# Vočko v jednom ohni
Vočko v jednom ohni (v anglickém originále Flaming Moe) je 11. díl 22. řady (celkem 475.) amerického animovaného seriálu Simpsonovi. Scénář napsal Matt Selman a díl režíroval Chuck Sheetz. V USA měl premiéru dne 16. ledna 2011 na stanici Fox Broadcasting Company a v Česku byl poprvé vysílán 21. července 2011 na stanici Prima Cool.

## Děj
Waylon Smithers se dozví, že není uveden v závěti pana Burnse. Když se s Burnsem střetne, řekne Smithersovi, že si váží pouze „mužů, kteří se sami vypracovali“. Sklíčený Smithers se snaží rozveselit tím, že jde do Ligy mimořádně nadržených džentlmenů, gayského baru, ale je mu odepřen vstup, protože není tak atraktivní a módní jako zbytek klientely. Když se místo toho zastaví ve Vočkově hospodě, všimne si, jak pomalý je obchod, a navrhne Vočkovi, aby svůj bar zrekonstruovali a udělali z něj gayský bar, a to za podpory ostatních gayů, kteří nebyli přijati do jiných barů. Smithers doufá, že si získá respekt pana Burnse tím, že kromě místa, kde se bude cítit přijatý, vybuduje i úspěšný podnik. Z Moe's udělají ultramoderní gayský bar s názvem Mo's. Noví návštěvníci baru se začnou domnívat, že i Vočko je gay, a on tuto mylnou představu podporuje ze strachu, že přijde o jejich podnik. Stane se populárnějším než Smithers, tak populárním u místní gay komunity, že tlačí na Vočka, aby kandidoval do městské rady a stal se prvním „otevřeně homosexuálním“ členem rady. 
Smithers se pokusí Vočka „odhalit“ jako heterosexuála, zatímco ten ohlašuje svou kandidaturu, tím, že požaduje, aby ho Vočko políbil. Vočko se nakloní ke Smithersovi, ale na poslední chvíli jej nepolíbí a oznámí, že lhal. Následně žádá o odpuštění a doufá, že pochopí jeho potřebu být přijat. Dav je nicméně zklamaný a rozzlobený a odchází. Než Vočko odejde, popadne Smitherse a políbí ho, načež řekne: „Jako frisbee golf, jsem rád, že jsem to jednou zkusil.“. Titulky končí ve chvíli, kdy Vočko opět renovuje bar na starou hospodu. 
Mezitím se ředitel Skinner snaží chodit se zastupující učitelkou hudby Calliope Juniperovou a jako záminku, aby s ní mohl trávit čas, dohodí její dceři Melody schůzku s Bartem. Přestože Melody Barta zbožňuje, on ji nemůže vystát a nakonec se s ní rozejde. Paní Juniperová dá výpověď v práci a s Melody se odstěhují z města. Požádá Skinnera, aby jel s nimi, a on souhlasí. Po třech měsících se vrací, zarmoucený koncem vztahu, ale spokojený, že ho dokázal udržet tak dlouho.

## Produkce
Scénář k dílu napsal Matt Selman a režíroval ho Chuck Sheetz. V epizodě se také jako hosté objevili herečka Alyson Hanniganová, herečka a komička Kristen Wiigová a komik Scott Thompson, který si zopakoval svou roli Gradyho z dílu Čtyřprocentní trojka.

## Kulturní odkazy
Vočkova kandidatura je poctou ději filmu Milk. Vočko poukazuje na fotografie z předchozích dílů, kdy upravil svůj bar, například Bart prodává duši (rodinná restaurace), Homer barmanem (nový módní bar) a Drahé pivínko (britská hospoda). 

## Přijetí
V původním americkém vysílání se na díl dívalo asi 6,38 milionu domácností a mezi dospělými ve věku 18 až 49 let dosáhl ratingu 3,1/8 share, čímž se umístil na třetím místě ve svém vysílacím čase.
Rowan Kaiser z The A.V. Clubu udělil epizodě známku B+ a uvedl, že „toto byla velmi dobrá epizoda Simpsonových. Hostující hvězdy přidávaly, místo aby ubíraly, měla jemně satirickou inverzi vtipů o gayské panice a byla zatraceně vtipná… Je to další silná epizoda Simpsonových v překvapivě silné sezóně.“.